# Малухина, Анна Ивановна
Анна Ивановна Малухина (до 1988 года — Малахова) (р.21 декабря 1958) — советская и российская спортсменка, стрелок, призёр Олимпийских игр, трёхкратная чемпионка мира, чемпионка Европы, чемпионка мира по стрельбе из арбалета. Заслуженный мастер спорта СССР (2 августа 1989). Выступала за московский «Спартак» и ЦСКА.
Родилась в 1958 году в Москве. В 1988 году, выступая за СССР, завоевала бронзовую медаль Олимпийских игр в Сеуле. В 1992 году в составе Объединённой команды приняла участие в Олимпийских играх в Барселоне, но не завоевала наград. В 1996 году, представляя Россию, участвовала в Олимпийских играх в Атланте, но наград не добилась.
В 1981 году окончила Московский институт инженеров железнодорожного транспорта. Майор запаса.
Работает инструктором-тренером в Московском среднем специальном училище олимпийского резерва № 2 и старшим тренером спортивной сборной команды в Центральном спортивном клубе армии. Известные ученики — призёры чемпионатов России Юрий Потапов, Владислав Фетисов, Алина Ивачева, победитель юношеских Олимпийских игр Григорий Шамаков, победитель первенства Европы среди юниоров Андрей Головков.